# Gornji Zagon
Gornji Zagon falu Horvátországban, Tengermellék-Hegyvidék megyében. Közigazgatásilag Novi Vinodolskihoz tartozik.

## Fekvése
A horvát tengerpart északi részének közepén, Novi Vinodolskitól 9 km-re északkeletre, a tengerparttól  9 km-re a hegyek között fekszik.

## Története
1857-ben 384, 1910-ben 402 lakosa volt. 1920-ig Modrus-Fiume vármegye Novi járásához tartozott. 2011-ben 7 állandó lakosa volt.

## Lakosság
| Lakosság változása | Lakosság változása | Lakosság változása | Lakosság változása | Lakosság változása | Lakosság változása | Lakosság változása | Lakosság változása | Lakosság változása | Lakosság változása | Lakosság változása | Lakosság változása | Lakosság változása | Lakosság változása | Lakosság változása | Lakosság változása |
| ------------------ | ------------------ | ------------------ | ------------------ | ------------------ | ------------------ | ------------------ | ------------------ | ------------------ | ------------------ | ------------------ | ------------------ | ------------------ | ------------------ | ------------------ | ------------------ |
| 1857               | 1869               | 1880               | 1890               | 1900               | 1910               | 1921               | 1931               | 1948               | 1953               | 1961               | 1971               | 1981               | 1991               | 2001               | 2011               |
| 384                | 467                | 397                | 426                | 431                | 402                | 411                | 487                | 428                | 444                | 324                | 109                | 24                 | 11                 | 9                  | 7                  |